# Stanislav Velický
Stanislav Velický (* 16. April 1981 in Lakšárska Nová Ves) ist ein slowakischer Fußballspieler.

## Karriere
Velický begann seine Karriere bei Slovensky hodvab Senica, von wo er 2001 zum FK Dukla Banská Bystrica wechselte. Nach nur einem Jahr kehrte er zu seinem Stammverein zurück, um dort nach einem halben Jahr zum FK AS Trenčín zu wechseln. Nach drei Jahren in der höchsten slowakischen Liga kehrte er wieder zum FK Dukla Banská Bystrica zurück. Im Jahr 2008 unterschrieb der defensive Mittelfeldspieler einen Vertrag beim slowakischen Topklub FC Petržalka 1898, wo er an der Champions-League-Qualifikation teilnahm.
In den Qualifikationsspielen gegen Tampere United aus Finnland und Juventus Turin, kam er bei Hin- und Rückspielen zum Einsatz. Weiters schaffte er mit dem Team den Sprung in die erste Hauptrunde des UEFA-Pokals. Der FC Petržalka 1898 schied gegen Sporting Braga im Gesamtscore von 0:6 aus, wobei Velický im zweiten Spiel die gelbe Karte erhielt. Im Jänner 2009 wechselte er zu seiner ersten Auslandsstation. Der Slowake wechselte zum österreichischen Bundesligisten SV Mattersburg, wo er nach nur elf Spielen und dem erreichten Klassenerhalt in seine Heimat Slowakei zurückkehrte. Velicky unterschrieb im Sommer 2009 einen Vertrag beim FK Senica, den er im Winter 2009/10 wieder verließ, als er bei Odra Wodzisław in Polen unterschrieb. Im Frühjahr 2011 verließ er Zypern und AEP Paphos, kehrte in die Slowakei zurück und unterschrieb für den MFK Dolný Kubín. Nachdem er in der Rückrunde 2011/2012 in 12 Ligaspielen zum Einsatz gekommen war, löste er seinen Vertrag auf und wechselte in den Nachbarstaat Tschechien zum FC Vysočina Jihlava. Er spielte als Stammspieler 25 Spiele in der Druhá fotbalová liga für Jihlava, bevor er 2012 in die Slowakei wechselte und für den FK DAC 1904 in Dunajská Streda unterschrieb.
Nach einem Jahr ohne registrierten Verein spielte er 2014 zunächst für den ungarischen Klub Mezőkövesd Zsóry FC und anschließend für den slowakischen SKF Sered. Im Jahr 2015 stand er für den OFC Russel Gabcikovo sowie den österreichischen Klub SC Pyhra auf dem Platz. 2016 wechselte er zum tschechischen Verein TJ Sokol Lanžhot, wo er in 31 Spielen zwei Tore erzielte. Im Jahr 2017 spielte Velický kurzzeitig für den USV Hauskirchen, bevor er in der Saison 2017/18 zu TJ Sokol Lanžhot zurückkehrte. Weitere Stationen seiner Laufbahn waren TJ Družstevník Laksárska Nová Ves (2018–2019) und ab 2019 TJ Sokol Tvrdonice, wo er weiterhin aktiv ist.